# 愛的過去進行式：P.S.我仍愛你
《愛的過去進行式：P.S.我仍愛你》（英語：To All the Boys: P.S. I Still Love You）是一部2020年美國青少年浪漫喜劇電影，由邁克爾·菲莫格納里執導，蘇菲亞·阿爾瓦雷斯和J·米爾斯·古洛編劇。影片由拉娜·康多、諾亞·森迪尼奧、賈娜爾·帕里希、安娜·卡思卡特、Trezzo Mahoro、瑪德琳·亞瑟、艾米莉亞·巴朗尼克、凱西·馬韋馬、喬丹·費雪、羅斯·巴特勒、茱莉·陶、莎拉優·拉奧、約翰·科貝特和霍蘭·泰勒主演。這部電影是根據珍妮·韓的2015年小說《P.S. I Still Love You》。
本片是《愛的過去進行式》（2018年）的續集，也是《愛的過去進行式》系列電影的第二部。這部電影於2020年2月12日在Netflix獨家發行，第三部電影名為《愛的過去進行式：真愛永遠》於2021年2月12日發行。它收到了褒貶不一的評價。

## 劇情概要
勞拉·珍的高中設立了一個志工計劃。當她的男朋友彼得·卡文斯基和他的朋友一起去歐克伍德做志工時，勞拉·珍跟隨她姐姐瑪歌的腳步去了貝爾維尤養老院。
在那裡的第一天，她遇到了瑪歌經常提到的古怪老婦人斯托米，還發現約翰·安布羅斯·麥克拉倫是貝爾維尤養老院的志工。他們談論了她多年前寫給他的一封情書，他讓她讀信，但有一個條件是看完要還給他。勞拉·珍無法停止思考他們的談話，此外，她一直對自己與彼得的關係感到不安，因為她無法停止將自己與她的前最好的朋友和彼得的前女友珍. 進行比較。
情人節那天，勞拉·珍目睹了她的同學們被特殊的合唱團演唱小夜曲，並被告知當彼得和珍還在一起時，他在每個時期都會派一個小組為珍演唱小夜曲。而勞拉·珍沒有得到被演唱小夜曲，這增加了她的不安全感，儘管那天晚些時候她與彼得會面時忘記了這一點。他給了她一條心形銀項鍊並朗讀了一首詩，她認為這是原創的，但結果卻是愛倫·坡（Edgar Allan Poe）的兩首詩。他後來向她道歉並告訴她，他希望他能為她寫出這樣的東西，並表示他在詩中意味著一切。
在貝爾維尤做志工時，勞拉·珍和約翰·安布羅斯走得更近了，並在地下室發現了一些舊裝飾品後決定為貝爾維尤舉辦一個星光舞會。約翰·安布羅斯似乎對勞拉·珍產生了感情，她沒有告訴他她與彼得的關係。勞拉·珍和約翰·安布羅斯邀了大家一起去他們中學時會閒逛的樹屋，以挖掘他們多年前埋葬的時光膠囊，並輪流打開它。珍聲稱她沒有在時光膠囊裡放任何東西。彼得嫉妒約翰·安布羅斯並透露了他與勞拉·珍的關係。她和彼得爭吵，但最終和解了。
第二天，勞拉·珍向約翰·安布羅斯道歉，因為他沒有告訴他彼得的事，然後為彼得的比賽打扮。當她在等彼得出來見她時，克莉絲給她看了一張彼得和珍的照片。她與彼得對質，並意識到彼得從未停止與珍交談，而在滑雪旅行中，彼得正計劃重聚和將軍。由於彼得急於參加比賽，他告訴勞拉·珍他們稍後再談，但她太受傷了，和他分手了。她後來約了珍去了樹屋見面，珍透露彼得只是在她父母分開時安慰她，她去找彼得是因為他也有同樣的經歷。她還說彼得對勞拉·珍很著迷，勞拉·珍不應該懷疑他。然後她透露，事實上，珍把一個和勞拉·珍的一模一樣的友誼手鐲放進了膠囊裡，不好意思露出來。勞拉·珍意識到是她一直放不下珍而不是彼得，於是和珍和好。
在星光舞會的當晚，斯托米給了勞拉·珍一件禮服。她和約翰·安布羅斯在雪地裡出去之前跳舞。當他們接吻時，勞拉·珍意識到她真的愛彼得，對約翰沒有感情。她向他道歉並衝到外面，驚訝地發現彼得在外面等她。他在外面等著，因為他記得她不喜歡在雪地裡開車，這是她第一次約會時告訴他的。他說如果她願意，她可以傷他的心，但她說她愛他，他告訴她他也愛她。他們接吻，在結尾畫外音中，勞拉·珍說她曾想與彼得建立童話般的關係，但現在對她所擁有的感到滿意。

## 演員

### 主要演員
| 演員                              | 角色                                         | 備註                                                                       |
| --------------------------------- | -------------------------------------------- | -------------------------------------------------------------------------- |
| 拉娜·康多 Lana Condor             | 勞拉·珍·科維 Lara Jean Covey                 | 一名艾德勒高中的學生，彼得的女朋友。                                       |
| 諾亞·森迪尼奧 Noah Centineo       | 彼得·卡文斯基 Peter Kavinsky                 | 勞拉·珍的男朋友，也是一名受歡迎的曲棍球運動員。                            |
| 喬丹·費雪 Jordan Fisher           | 約翰·安布羅斯·麥克拉倫 John Ambrose McClaren | 勞拉·珍在六年級時的暗戀對象。                                              |
| 賈娜爾·帕里希 Israel Broussard    | 瑪歌·科維 Margot Covey                       | 勞拉·珍成熟負責的姐姐，在蘇格蘭上大學。                                    |
| 安娜·卡思卡特 Anna Cathcart       | 凱蒂·科維 Kitty Covey                        | 勞拉·珍的頑皮妹妹，她幫助她和彼得走到了一起。                              |
| 霍蘭·泰勒 Holland Taylor          | 斯托米 Stormy                                | 一位古怪的老婦人，風格無可挑剔，住在勞拉·珍（Lara Jean）志工服務的療養院。 |
| 羅斯·巴特勒 Ross Butler           | 崔佛·派克 Trevor                             | 彼得和勞拉·珍的好朋友和克莉絲的男朋友。                                    |
| 特雷佐·馬霍洛 Trezzo Mahoro       | 盧卡斯·詹姆斯 Lucas                          | 勞拉·珍的同性戀和和藹可親的朋友，也是她以前的愛人之一。                    |
| 瑪德琳·亞瑟 Madeleine Arthur      | 克莉絲汀·多納堤（克莉絲） Christine（Chris） | 珍的表妹和勞拉·珍的好朋友。克莉絲汀·多納堤，自稱克莉絲（Chris）。          |
| 艾米莉亞·巴朗尼克 Emilija Baranac | 珍妮·薇米契（珍） Gen                        | 一個漂亮而受歡迎的女孩，是彼得的前任和勞拉·珍最好的朋友變成了競爭對手。    |
| 約翰·科貝特 John Corbett          | 科維醫生/丹·科維 Dr. Covey/Dan Covey         | 勞拉·珍善良且有點保護的父親。                                              |
| 莎拉優·拉奧 Sarayu Rao            | 翠娜·羅斯柴爾德 Trina Rothschild             | 科維的友好鄰居，與勞拉·珍的父親發展了一段萌芽的戀情。                      |
| 凱西·馬韋馬 Kelcey Mawema         | 愛蜜莉 Emily                                 | 珍的朋友。                                                                 |
| 茱莉·陶氏 Julie Tao               | Haven                                        | 科維家的親戚，勞拉·珍的表妹。                                              |
| 玉田百名 Momona Tamada            | 小時候的勞拉·珍·科維 young Lara Jean         | 小時候的勞拉·珍·科維。                                                     |

### 客串角色
- 梅狄·齊格勒（Maddie Ziegler）- 飾演啦啦隊隊長（Cheerleader）[2]

## 製作

### 發展
2018年8月，原著小說作者珍妮·韓談到《愛的過去進行式》的電影續集，該片將改編珍妮·韓的第二本書P.S. I Still Love You第二本書中有很多東西我很想在續集中看到。我寫第二本書的全部原因是為了約翰·安布羅斯·麥克拉倫（John Ambrose McClaren）的角色，他是粉絲的最愛，也是我的最愛。我很想看到這種探索，還有一個我喜歡的角色叫斯托米。
2018年11月，據報導Netflix和驚歎電視正在討論製作續集，並且Netflix於2018年12月宣布製作續集以拉娜·康多和諾亞·森迪尼奧為主角。2019年3月，它據報導，第一部電影的攝影師邁克爾·菲莫格納里將在續集中完成他的故事片導演處女作，接替原片的導演蘇珊·約翰遜，後者將繼續擔任執行製片。還宣布賈娜爾·帕里希、安娜·卡思卡特和約翰·科貝特將返回聯合演出。 還宣布J·米爾斯·古洛受聘編寫續集。
續集還讓喬丹·費雪飾演約翰·安布羅斯·麥克拉倫，他是勞拉·珍的過去暗戀過的人，羅斯·巴特勒飾演崔佛·派克，彼得最好的朋友之一。瑪德琳·亞瑟將繼續飾演克莉絲的角色，而霍蘭·泰勒和莎拉優・拉奧分別以斯托米和翠娜·羅斯柴爾德的身份加入演員陣容。

### 拍攝
主體拍攝於2019年3月27日在不列顛哥倫比亞省溫哥華及周邊地區開始。與第一部電影一樣，勞拉·珍高中的場景是在灰角中學拍攝的。主體攝影於 2019年5月10日結束。

## 發行
《愛的過去進行式：P.S.我仍愛你》的第一部預告片於2019年12月19日發布，透露這部電影將於2020年2月12日在Netflix獨家發行。

## 音樂
Ashe的歌曲《Moral of the Story》在電影中出現後在國際上獲得了病毒式的成功。電影原聲帶於2020年2月7日由Capitol唱片以數位方式發行，CD於4月17日發行，黑膠唱片於5月22日發行。

## 評價
在評論聚合網站爛番茄上，根據72條評論，這部電影的支持率為76%，平均評分為6.7/10。該網站的關鍵共識是，“《愛的過去進行式：P.S.我仍愛你》可能感覺不過是對其前身的和藹可親的附言，但原作的粉絲們仍然應該覺得這是一部令人神魂顛倒的續集。”在Metacritic上，根據16位評論家的評論，這部電影的加權平均得分為54分（滿分100分），表明“混合或平均評論”。
RogerEbert.com的尼克·艾倫（Nick Allen）給這部電影2又1/2星（滿分4星），並寫道“它的享受很大程度上取決於你是否希望彼得成為勞拉所愛的主要男孩。”他補充說，“很難放棄希望勞拉·珍有朝一日會很快得到更好的東西——一個更好的男朋友，和一部更好的電影。”

## 外部連結
- 在Netflix上觀看《愛的過去進行式：P.S.我仍愛你》
- 互联网电影数据库（IMDb）上《愛的過去進行式：P.S.我仍愛你》的资料（英文）